# Frederikke Dahl Hansen
Frederikke Dahl Hansen, née le 26 mars 1994 à Copenhague, est une actrice danoise de cinéma et de séries télévisées.

## Filmographie
- 2008 : Blændet af solen (court métrage) : Frederikke
- 2009 : Tick Tick Boom (court métrage) : Bowling girl
- 2009 : Manden med de gyldne ører (da) (série télévisée) : Julie Deleuran
- 2011 : Rebounce (en) (Frit Fald) : Louise[1]
- 2012 : Toi et moi pour toujours : Maria
- 2013 : Lækre til vi dør (court métrage) : Nancy
- 2013 : Seksten en halv time (court métrage) : Anna
- 2014 : Copenhagen (en) : Effy
- 2014 : Teenland (court métrage)
- 2014-2015 : Heartless (série télévisée) : Nadja
- 2015 : Bundfældet (court métrage)
- 2016 : Paa Hoeje Tid (court métrage) : Hannah
- 2017 : Forever Now (court métrage) : Cecilie
- 2017 : Danmark : Josephine
- 2019 : Dronningen de May el-Toukhy

## Récompenses
- Prix Bodil de la meilleure actrice dans un second rôle, pour son rôle de Maria dans Toi et moi pour toujours.